# Тшцянка (Вишковський повіт)
Тшцянка (пол. Trzcianka) — село в Польщі, у гміні Браньщик Вишковського повіту Мазовецького воєводства.
Населення — 1101 особа (2011).
У 1975-1998 роках село належало до Остроленцького воєводства.

## Демографія
Демографічна структура станом на 31 березня 2011 року:
|          | Загалом | Допрацездатний вік | Працездатний вік | Постпрацездатний вік |
| -------- | ------- | ------------------ | ---------------- | -------------------- |
| Чоловіки | 557     | 115                | 382              | 60                   |
| Жінки    | 544     | 121                | 305              | 118                  |
| Разом    | 1101    | 236                | 687              | 178                  |